# Солонечное
Солонечное — упразднённая деревня в Рыбинском районе Красноярского края России. На момент упразднения входила в состав Бородинского сельсовета. Исключена из учётных данных в 2017 году.

## География
Деревня располагалась в истоке реки Яруль (приток Большой Ури), на расстоянии приблизительно 4 километров (по прямой) к югу от села Бородино.

## История
Основана в 1924 году. В 1926 году посёлок Солонечный состоял из 36 хозяйств. В административном отношении входил в состав Бородинского сельсовета Рыбинского района Канского округа Сибирского края.

## Население
| 1989 | 2002 | 2010 |
| ---- | ---- | ---- |
| 110  | ↘5   | ↘2   |

По данным переписи 1926 года в поселке проживало 175 человек (82 мужчины и 93 женщины), основное население — русские.
По данным переписи в 2002 году в структуре населения деревни русские составляли 100%